# Голден-Глейдс (Флорида)
Голден-Глейдс (англ. Golden Glades) — статистически обособленная местность, расположенная в округе Майами-Дейд (штат Флорида, США) с населением в 32 623 человека по статистическим данным переписи 2000 года.

## География
По данным Бюро переписи населения США статистически обособленная местность Голден-Глейдс имеет общую площадь в 12,95 квадратных километров, из которых 12,69 кв. километров занимает земля и 0,26 кв. километров — вода. Площадь водных ресурсов округа составляет 2,01 % от всей его площади.
Статистически обособленная местность Голден-Глейдс расположена на высоте 1 м над уровнем моря.

## Демография
| Год переписи        | Нас.  |  | %±    |
| ------------------- | ----- |  | ----- |
| 1980                | 23154 |  | —     |
| 1990                | 25474 |  | 10%   |
| 2000                | 32623 |  | 28,1% |
| 1980–2000 Источник: |       |  |       |

По данным переписи населения 2000 года в Голден-Глейдс проживало 32 623 человека, 7281 семья, насчитывалось 9826 домашних хозяйств и 10 540 жилых домов. Средняя плотность населения составляла около 2519,15 человека на один квадратный километр. Расовый состав населённого пункта распределился следующим образом: 23,38 % белых, 65,29 % — чёрных или афроамериканцев, 0,28 % — коренных американцев, 1,81 % — азиатов, 0,07 % — выходцев с тихоокеанских островов, 6,24 % — представителей смешанных рас, 2,92 % — других народностей. Испаноговорящие составили 17,63 % от всех жителей статистически обособленной местности.
Из 9826 домашних хозяйств в 44,5 % воспитывали детей в возрасте до 18 лет, 41,8 % представляли собой совместно проживающие супружеские пары, в 24,5 % семей женщины проживали без мужей, 25,9 % не имели семей. 20,6 % от общего числа семей на момент переписи жили самостоятельно, при этом 7,3 % составили одинокие пожилые люди в возрасте 65 лет и старше. Средний размер домашнего хозяйства составил 3,23 человек, а средний размер семьи — 3,72 человек.
Население статистически обособленной местности по возрастному диапазону по данным переписи 2000 года распределилось следующим образом: 31,1 % — жители младше 18 лет, 10,2 % — между 18 и 24 годами, 30,1 % — от 25 до 44 лет, 18,5 % — от 45 до 64 лет и 10,1 % — в возрасте 65 лет и старше. Средний возраст жителей составил 31 год. На каждые 100 женщин в Голден-Глейдс приходилось 89,2 мужчин, при этом на каждые сто женщин 18 лет и старше приходилось 83,8 мужчин также старше 18 лет.
Средний доход на одно домашнее хозяйство статистически обособленной местности составил 30 841 доллар США, а средний доход на одну семью — 33 577 долларов. При этом мужчины имели средний доход в 25 036 долларов США в год против 21 409 долларов среднегодового дохода у женщин. Доход на душу населения статистически обособленной местности составил 30 841 доллар в год. 18,5 % от всего числа семей в населённом пункте и 20,9 % от всей численности населения находилось на момент переписи населения за чертой бедности, при этом 25,4 % из них были моложе 18 лет и 24,0 % — в возрасте 65 лет и старше.